# 聖ロレンツォの祝日のために
『聖ロレンツォの祝日のために』（Per la Solemnità di S. Lorenzo ）は、アントニオ・ヴィヴァルディが作曲した協奏曲。3つの作品にこの題名が付けられている。
1. ヴァイオリン協奏曲 ヘ長調 RV.286
2. 2つのヴァイオリンと2本のリコーダー、2本のオーボエ、2本のホルンのための協奏曲 ヘ長調 RV.556
3. ヴァイオリンと2本のオーボエ、2本のホルンのための協奏曲 ニ長調 RV.562

## ヴァイオリン協奏曲 ヘ長調 RV.286
第1楽章
ラルゴ・モルト・エ・スピッカート － アンダンテ・モルト
第2楽章
ラルゴ
第3楽章
アレグロ・ノン・モルト

## 2つのヴァイオリンと2本のリコーダー、2本のオーボエ、2本のホルンのための協奏曲 ヘ長調 RV.556
第1楽章
アレグロ
第2楽章
ラルゴ
第3楽章
アレグロ

## ヴァイオリンと2本のオーボエ、2本のホルンのための協奏曲 ニ長調 RV.562
第1楽章
アンダンテ。管弦楽による力強い序奏に始まるリトルネロ形式の楽章。冒頭や終結部ではホルンやオーボエのソロもあるが、全体的にヴァイオリンのソロが多い。
第2楽章
アダージョ。弦楽合奏と通奏低音の前奏のあとに、レチタティーヴォ風に歌うヴァイオリン・ソロと、弦楽合奏と通奏低音による下降音形が交互に現れる。最後は弦楽合奏と通奏低音によって閉じられる。
第3楽章
アレグロ。この楽章も第1楽章と同じ構造で作られており、ヴァイオリン・ソロが中心である（この曲の最後にはヴァイオリンによる3分を要する長いカデンツァがある）。